# Jérôme Coppel
Jérôme Coppel (født 6. august 1986) er en fransk tidligere landevejscykelrytter.